# 楚加奇州立公园

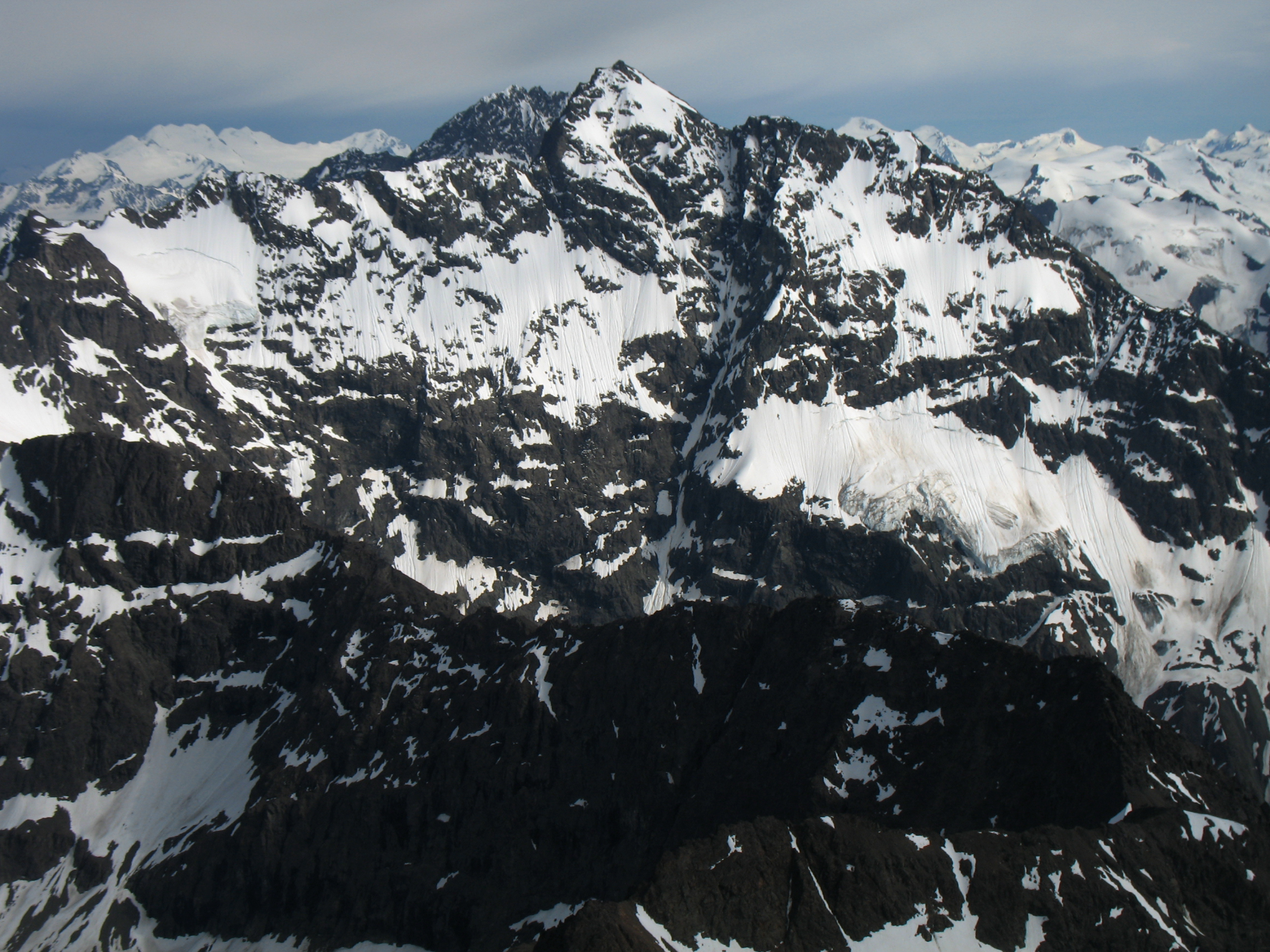
楚加奇州立公园内最高的Bashful Peak，海拔2440米。

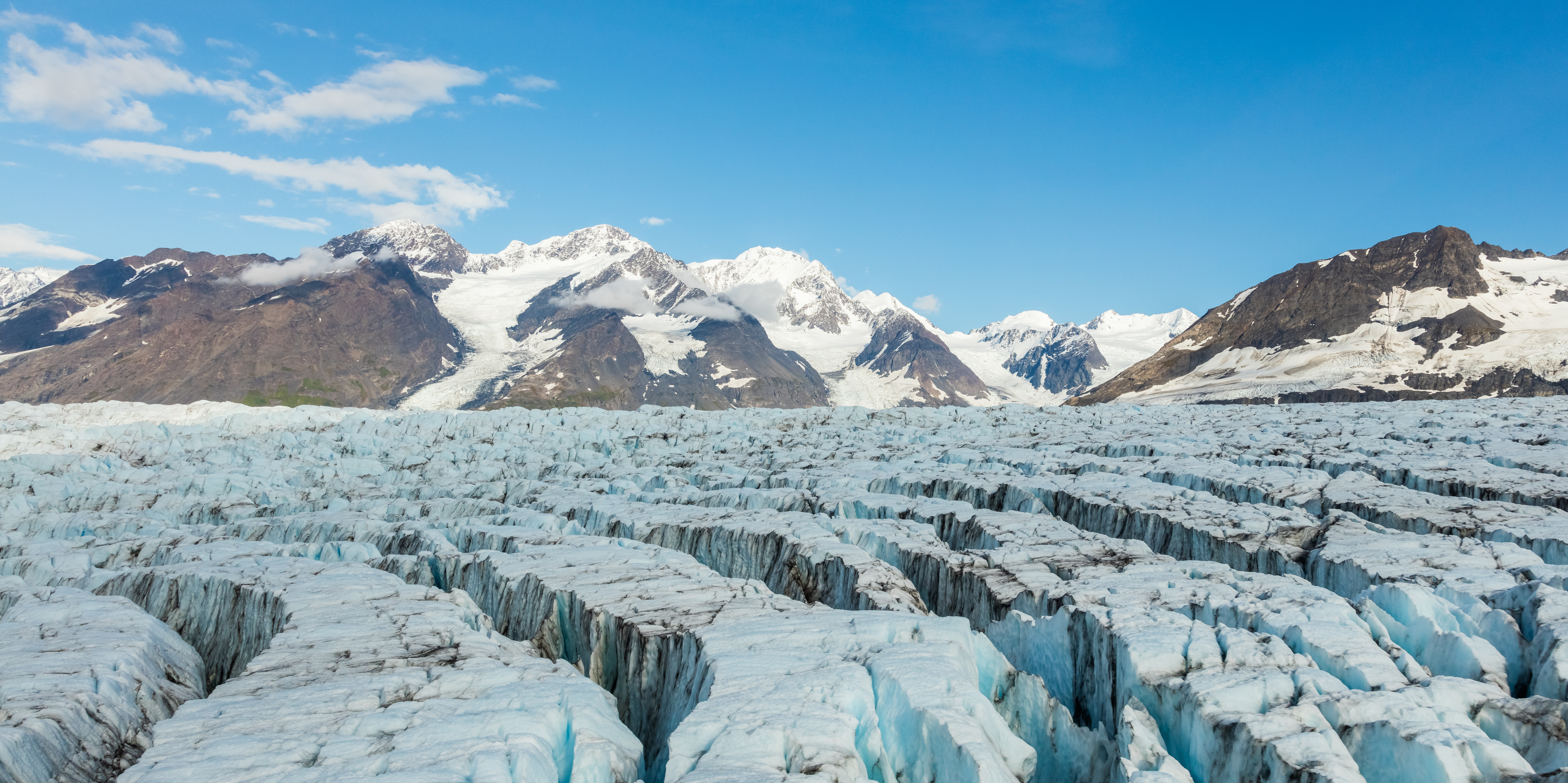
楚加奇州立公园的冰川

楚加奇州立公园（英語：Chugach State Park）位于阿拉斯加中南部的安克拉治盆地东侧，占地2004平方公里（48万5204英亩）。它大部分位於安克雷奇轄區內，但仍有先驅峰（Pioneer Peak）的一部分位於馬塔努斯卡-蘇西特納自治市鎮轄區內。它是美國第三大州立公園，僅次於安沙波利哥沙漠州立公园和伍德基奇克州立公园。
它由阿拉斯加州州長基思·哈维·米勒建立於1970年8月6日，目的是保護楚加奇山脉和附近地區的自然景觀並保證安克雷奇供水安全。獲得阿拉斯加漁獵部許可的人可以在公園內狩獵、釣魚。